# Antechinus leo
El antequino canela (Antechinus leo) es una especie de marsupial dasiuromorfo de la familia Dasyuridae endémica de la Península del Cabo York en Queensland (Australia).